# إرهاب أبيض (إسبانيا)
الإرهاب الأبيض أو القمع الفرانكوي (بالإسبانية: la Represión franquista) عرفه التاريخ الإسباني بأنه قمع سياسي بما في ذلك عمليات الإعدام والاغتصاب، التي نفذها الفصيل القومي خلال الحرب الأهلية الإسبانية (1936-1939)، وكذلك خلال السنوات التسع الأولى من حكم الجنرال فرانسيسكو فرانكو.:89–94 ففي الفترة 1936-1945 كان لإسبانيا الفرانكوية العديد من الأعداء: الموالون للجمهورية الإسبانية الثانية (1931-1939) والليبراليون والاشتراكيون من مختلف المشارب والبروتستانت والملحدين والمثقفين والمثليين والماسونيين واليهود والغجر الرومان والقوميات الباسكية والكتالونية والغاليسية.:52:136
كان الدافع وراء قمع الفرانكو هو المفهوم اليميني عن تطهير المجتمع (بالإسبانية: limpieza social). وهو يعني أن قتل الأشخاص الذين يُنظر إليهم على أنهم أعداء للدولة يبدأ فور استيلاء القوميين على منطقة ما.:98 من الناحية الأيديولوجية، شرعنت الكنيسة الرومانية الكاثوليكية جرائم الحرس المدني (الشرطة الوطنية) والفلانخي بأنه دفاع عن العالم المسيحي.:88–89
فالقمع المتشابك في نظام فرانكو حوّل «البلاد بأكملها إلى سجن واحد واسع»، وبحسب رامون أرنابات فإن الفخ مكنه من قلب الطاولة ضد المدافعين الموالين للجمهورية عن طريق اتهامهم بالالتزام بالتمرد أو مساعدة التمرد أو التمرد العسكري. طوال فترة حكم فرانكو (1 أكتوبر 1936 - 20 نوفمبر 1975) قانون المسؤوليات السياسية (Ley de Responsabilidades Políticas) الصادر في 1939 والذي تم تعديله في 1942، ودخل حيز التنفيذ حتى 1966، أعطى تشريعا لقانون القمع السياسي الذي اتسم به تفكيك الجمهورية الثانية؛ وعمل على معاقبة الموالين الإسبان.
اعتبر مؤرخون مثل ستانلي باين أن عدد القتلى في «الإرهاب الأبيض» أكثر من عدد القتلى في الإرهاب الأحمر المقابل.

## البداية

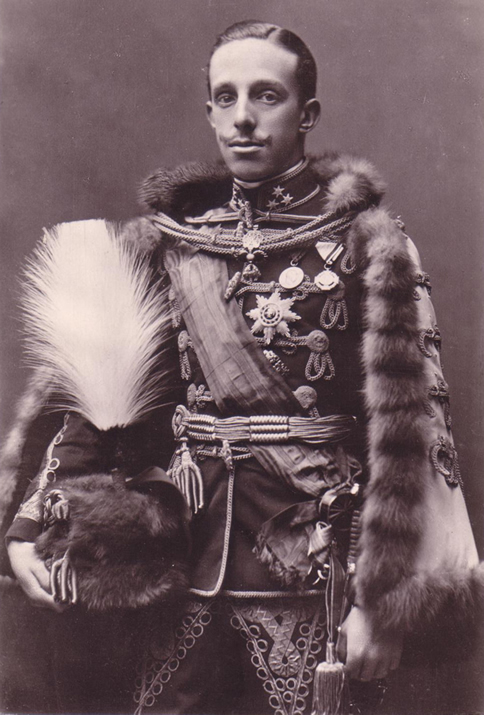
أدى انتهاء النظام الملكي للملك ألفونسو الثالث عشر (1886-1931) إلى قيام الانقلاب الرجعي للجنرال فرانسيسكو فرانكو (17 يوليو 1936) ضد الجمهورية الإسبانية الثانية (1931-1939)، والتي أشعلت الحرب الأهلية الإسبانية (1936–1939)

بعد هروب الملك ألفونسو الثالث عشر (حكم 1886-1931)، أنشئت الجمهورية الإسبانية الثانية في 14 أبريل 1931 بقيادة الرئيس نيسيتو ألكالا زامورا الذي وضعت حكومته برنامجًا للإصلاحات العلمانية، وتضمنت الإصلاح الزراعي:22, 25 والفصل بين الكنيسة والدولة:7 وحق الطلاق:54: وتصويت النساء (نوفمبر 1933):11 الإصلاح الاجتماعي والسياسي للجيش الإسباني،:47 والاستقلال السياسي لكتالونيا:22 والباسك (أكتوبر 1936).:223 ولكن الأحزاب اليمينية عارضت إصلاحات ألكالا زامورا للمجتمع الإسباني ورفضها أيضًا اليساري المتشدد الاتحاد الوطني للعمل (بالإسبانية: CNT ، Confederación Nacional del Trabajo). عانت الجمهورية الإسبانية الثانية من هجمات اليمين (الانقلاب الفاشل لسانخورخو في 1932)، واليسار (إضراب عمال المناجم الاستوريين في 1934)، مع تحمل التأثير الاقتصادي للكساد العظيم.:21:28
بعد الانتخابات العامة في فبراير 1936 فازت الجبهة الشعبية - ائتلاف من الأحزاب اليسار،:455 فخطط الجناح اليميني الإسباني لانقلاب عسكري ضد الجمهورية الديمقراطية لإعادة النظام الملكي.:17 وفي 17 يوليو 1936 قام جزء من الجيش الإسباني بقيادة مجموعة من الضباط اليمينيين بانقلاب عسكري ضد الجمهورية الإسبانية في يوليو 1936.:21:55 ومع أن الانقلاب الضباط قد فشل، إلا أن الجيش المتمرد المعروف بالقوميين قد سيطر على أجزاء كبيرة من اسبانيا؛ فاندلعت الحرب الأهلية الإسبانية.
انتصر فرانكو أحد قادة الانقلاب، ومعه جيشه القومي في الحرب الأهلية سنة 1939. وحكم إسبانيا لمدة 36 عامًا، حتى وفاته سنة 1975. إلى جانب الاغتيالات الجماعية لأعداء الجمهوريين السياسيين، تم احتجاز السجناء السياسيين في معسكرات الاعتقال.

## الإرهاب الأبيض والأحمر
مع بداية الحرب في يوليو 1936، كانت الطبيعة الأيديولوجية للقتال القومي ضد الجمهوريين تشير إلى درجة من عدم الإنسانية تجاه الطبقات الاجتماعية الدنيا (الفلاحين والعمال) من وجهة نظر دعاة الرجعية السياسية من القوميين والكنيسة الرومانية الكاثوليكية في إسبانيا والأرستقراطية وملاك الأراضي والجيش بقيادة فرانكو.
ارتكب القوميون فظائعهم في الأماكن العامة، بمساعدة الكنيسة المحلية ومن الطبقات الاجتماعية العليا في المكان ليتم تطهير الضحايا سياسيًا. ففي أغسطس 1936 شهدت مذبحة بطليوس حشدًا كبيرًا من الأثرياء وقداسًا قبل إطلاق النار على حوالي 4,000 جمهوري. وكانت هناك فرق خيالة لصيد وقتل الفلاحين المتمردين وبالتالي قاموا بتطهير أراضيهم من الشيوعيين؛ علاوة على ذلك، كان يشار تندرًا إلى القبر حيث تلقى فيه جثث الفلاحين الذين تم اصطيادهم باسم «قطعة الأرض» التي ثار الفلاحون المحرومون من أجلها.:37 في بداية الحرب الأهلية كان معظم ضحايا الإرهاب الأبيض والأحمر في إعدامات جماعية خلف الخطوط الأمامية للقوميين والقوات الجمهورية:
كانت عمليات التطهير السياسي للمقاتلين اليساريين واليمينيين بطريقة ساكاس، أي إخراج السجناء من السجون والمعتقلات ثم يأخذوا في رحلة باسيو، أو رحلة إلى الإعدام الموجز.:233 قُتل معظم الرجال والنساء الذين أخرجوا من السجون على أيدي فرق الموت والنقابات والميليشيات شبه العسكرية التابعة للأحزاب السياسية (CNT وUGT وPCE؛ والفلانخي والكارليون القومية).:86 من بين مبررات الإعدام الفوري لليمين هو الانتقام من القصف الجوي للمدنيين،:268 شخصًا بعد أن تم اتهامهم بأنهم عدو للشعب باتهامات كاذبة بدافع الحسد الشخصي والكراهية.:264–65 ومع ذلك فإن الفروق الكبيرة بين الإرهاب السياسي الأبيض والأحمر، قد أشار إليها فرانسيسكو بارتالوا المدعي العام للمحكمة العليا في مدريد وصديق للأرستقراطي الجنرال كيبو ديانو الذي شهد الاغتيالات، أولاً في المعسكر الجمهوري ثم في المعسكر القومي للحرب الأهلية الإسبانية:
اتفق مؤرخو الحرب الأهلية الإسبانية مثل هيلين غراهام:30 وباول برستون:307 وأنتوني بيفور:86–87 وغابرييل جاكسون:305 وهيو توماس وإيان جيبسون:168 اتفقوا على أن عمليات القتل الجماعي التي تحققت خلف خطوط الجبهة القومية تم تنظيمها والموافقة عليها من قبل سلطة المتمردين القومية، في حين أن عمليات القتل خلف الخطوط الأمامية للجمهوريين نتجت عن الانهيار المجتمعي للجمهورية الإسبانية الثانية:
وعلى عكس القمع السياسي لليمين الذي «تركز على أخطر عناصر المعارضة»، فإن هجمات الجمهوريين كانت غير عقلانية، وتميزت بقتل الأبرياء وإطلاق سراح البعض الأكثر خطورة. وعلاوة على ذلك، كان أحد الأهداف الرئيسية للإرهاب الأحمر هو رجال الدين، ومعظمهم لم يشاركوا في معارضة علنية للجمهورية الإسبانية.:650 مع ذلك ففي رسالة إلى محرر صحيفة ABC في إشبيلية قال ميغيل دي أونامونو إنه على عكس الاغتيالات في المناطق التي تسيطر عليها الجمهورية، فإن الاغتيالات الممنهجة التي نفذها الإرهاب الأبيض كانت بأمر من أعلى سلطات التمرد القومي، ووصف الجنرال مولا بأنه مؤيد للتطهير السياسي، أو سياسة الإرهاب الأبيض.
عندما وصلت إلى الحكومة الجمهورية أنباء القتل الجماعي للجنود الجمهوريين والمتعاطفين معهم، وهي سياسة الجنرال مولا لإرهاب الجمهوريين، ناشد وزير الدفاع إنداليسيو برييتو الجمهوريين الإسبان:

## الحرب الأهلية

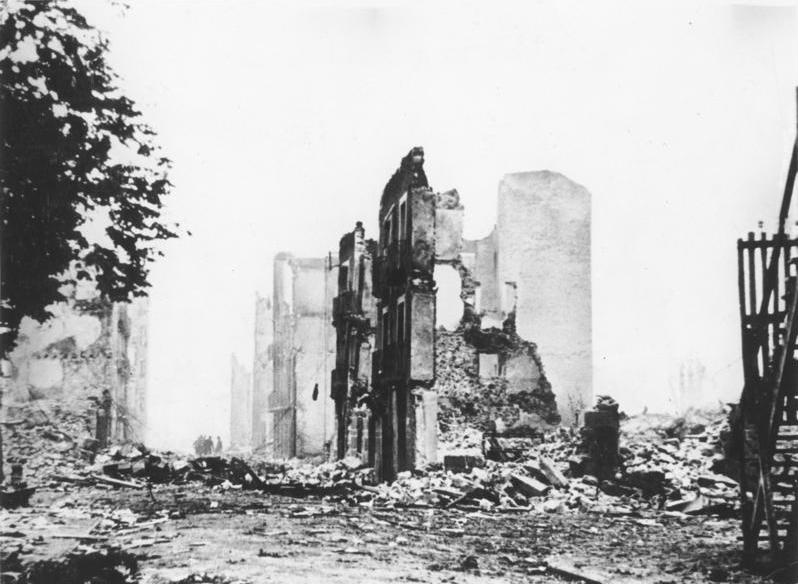
أطلال غرنيكا بعد أن دمرها فيلق الكندور التابع للوفتفافه الألمانية

بدأ الإرهاب الأبيض في 17 يوليو 1936، يوم محاولة الانقلاب العسكري، حيث نفذت مئات الاغتيالات في المنطقة التي سيطر عليها المتمردون، وقد تم التخطيط لها من قبل.:57 وفي 30 يونيو 1936 أرسل الجنرال مولا تعليمات سرية للانقلابيين في المغرب «بالقضاء على العناصر اليسارية والشيوعيين والفوضويين وأعضاء النقابات وغيرهم.»:88 شمل الإرهاب الأبيض قمع المعارضين السياسيين في المناطق التي احتلها القوميون، والقيام بإعدامات جماعية في المناطق التي استولوا عليها من الجمهوريين، مثل مذبحة بطليوس،:120–21 ونهبها.:343–49
قال جيرالد برينان في كتابه المتاهة الإسبانية (1943):
وهناك أمثلة أخرى في قصف المدن مثل غيرنيكا:267–71 ومدريد:180 ومالقة وألمرية ولاردة:227 وأليكانتي ودورانجو:203:228 وغرانويريس والكنايس:326 وبلنسية وبرشلونة:283 بواسطة فيلق الكندور التابع للوفتفافه النازي والفيلق الجوي الإيطالي (وفقًا لتقديرات غابرييل جاكسون تتراوح من 5,000 إلى 10,000 قتيل من القصف):538 وقتل أسرى حرب الجمهوريين،:308:88 والاغتصابات:32:207:366:223–44:403 الاختفاء القسري:11 - ومنها وحدات عسكرية جمهورية كاملة مثل اللواء المختلط 221 - وإنشاء سجون فرانكو بعد هزيمة الجمهوريين.

### أهداف القمع وضحاياه
كان الهدف الرئيسي من هذا الإرهاب هو ترويع المدنيين المعارضين للانقلاب،:248:201:34 والقضاء على أنصار الجمهورية ومنتسبي الأحزاب اليسارية،:29:84:375 ولهذا السبب اعتبر بعض المؤرخين الإرهاب الأبيض إبادة جماعية.:24–28:501 وقد صرح الجنرال مولا أحد قادة الانقلاب::103
كان هدف القوميون في المناطق التي سيطروا عليها هو قتل:" مسؤولي الحكومة وسياسيو الجبهة الشعبية:255:99 (أعدم في مدينة غرناطة 23 عضوًا من 44 عضوًا في مجلس المدينة)،:216–17 والقادة النقابيون والمعلمين:95 (في الأسابيع الأولى من الحرب قتل القوميون مئات المعلمين)،:460 والمثقفين (على سبيل المثال: قتل على يد القوميين في غرناطة بين 26 يوليو 1936 و1 مارس 1939 العديد من دكاترة جامعة غرناطة والمهندسين والأطباء وغيرهم من المثقفين وأشهرهم الشاعر فيديريكو غارسيا لوركا،:110–11:253 وفي مدينة قرطبة تقريبا كامل النخبة الجمهورية، من النواب إلى بائعي الكتب، أعدموا في أغسطس وسبتمبر وديسمبر... ")،:255 والماسونيين المشتبه بهم (في وشقة أعدم مئة ماسوني مشتبه بهم، في حين كان فيها اثنا عشر ماسونيًا فقط)،:94:89 وكذلك استهدفوا القوميين الباسك:377 والكاتالونيين والأندلسيين والغاليسيين (من بينهم مانويل كاراسكو فورميجرا زعيم الاتحاد الديمقراطي لكاتالونيا وألكسندر بوفيدا أحد مؤسسي الحزب الغاليسي وبلاس إنفانتي زعيم القومية الأندلسية)،:229 وكذلك الضباط الذين ظلوا موالين لحكومة الجمهورية (من بينهم الجنرال دومينغو باتيت:66 وإنريكي سالسيدو مولينويفو ومانويل روميراليس وغيرهم)،:31 والأشخاص المشتبه في تصويتهم للجبهة الشعبية،:123 وعادة مايمثلون أمام اللجان المحلية ويسجنون أو يُعدمون. كانت الظروف المعيشية في السجون القومية المرتجلة قاسية للغاية. وذكر سجين جمهوري سابق::220–21
وبسبب ذلك غادر الآلاف من الجمهوريين منازلهم ومن مدنهم وحاولوا الاختباء في الغابات أو الجبال المجاورة.:34:197:421 انضم العديد من هؤلاء الهاربون أو الهويدوس إلى مليشيات الماكيز،:75 وهي مليشيات مناهضة لفرانكو واستمرت في القتال ضد دولة الفرانكو في حقبة ما بعد الحرب. وفر مئات الآلاف غيرهم إلى المناطق التي تسيطر عليها الجمهورية الثانية. وفي 1938 كان هناك أكثر من مليون لاجئ في برشلونة وحدها:331 في كثير من الحالات عندما يفر شخص ما، فإن أقاربه سيعدمون. قال أحد الشهود في سمورة: «قُتل جميع أفراد عائلة فليتشا من رجال ونساء، أي مامجموعه سبعة أشخاص. وتمكن الابن من الهروب، لكنهم قتلوا مكانه خطيبته الحامل في شهرها الثامن ووالدتها».:232 علاوة على ذلك انضم آلاف الجمهوريين إلى الفلانخي والجيش القومي من أجل الهروب من القمع. وقد أشار العديد من أنصار القوميين إلى الفلانخي باسم «الحمر هنا» وإلى قميص الفلانخي الأزرق باسم salvavidas (سترة النجاة).:224:308 وفي غرناطة قال أحد مؤيدي القوميين:
الهدف الرئيسي الآخر للإرهاب كان النساء، بهدف عام هو إبقائهن في مكانتهن التقليدية في المجتمع الإسباني. وتحقيقا لهذه الغاية شجع الجيش القومي حملة اغتصاب مستهدف. تحدث كيبو ديانو عدة مرات عبر الراديو محذرًا من أن قواته المغاربية ستغتصب النساء «غير المحتشمات» اللواتي يتعاطفن مع الجمهوريين. وبالقرب من إشبيلية اغتصب الجنود القوميون شاحنة محملة بالسجينات، وألقوا بجثثهن في بئر، وطافوا في أنحاء المدينة وبنادقهم مغطاة بالملابس الداخلية للضحايا. لم تكن عمليات الاغتصاب هذه نتيجة لعصيان الجنود للأوامر، بل هي سياسة قومية ممنهجة، حيث اختار الضباط على وجه التحديد المورو ليكونوا الجناة الأساسيين. وكتبت القوات القومية على جدران المباني التي استولوا عليها عبارة:«أطفالك سيلدون فاشيين».:38–39

### أعداد القتلى

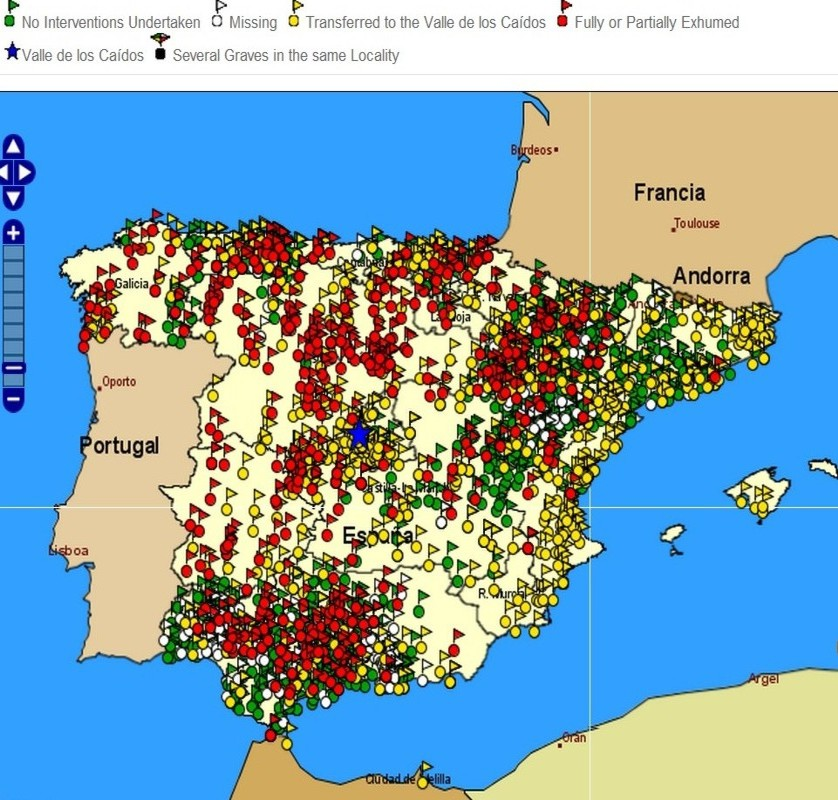
مواقع مقابر الحرب الأهلية الإسبانية. موقع المقابر المعروفة. تشير الألوان إلى نوع التدخل القضائي الذي تم تنفيذه. الأخضر: لم يتم القيام بأي تدخلات حتى الآن. الأبيض: قبور مفقودة. الأصفر: تم نقله إلى وادي الشهداء. الأحمر: استخرجت الجثث كلها أو بعضها. النجم الأزرق: وادي الشهداء. المصدر: وزارة العدل الإسبانية

تتراوح تقديرات عمليات الإعدام في الخطوط الخلفية للقوميين خلال الحرب الأهلية الإسبانية من أقل من 50,000 إلى 200,000:539 (هيو توماس: 75,000:900 سكوندينو سيرانو: 90,000:32 جوزيب فونتونا;:23 وجوليان كازانوفا: 100,000.:8 قُتل معظم الضحايا دون محاكمة في الأشهر الأولى من الحرب وتركت جثثهم على جوانب الطرق أو في مقابر جماعية سرية وغير معلٌمة.:231:172 على سبيل المثال: في بلد الوليد هناك 374 ضحية أعدمت رسميًا من إجمالي 1,303 إعدام بعد المحاكمة (وهناك العديد من الضحايا غير مسجلين)،:231–32 وذكر المؤرخ ستانلي باين في كتابه «الفاشية في إسبانيا» (1999) نقلاً عن دراسة أجراها سيفوينتس تشيكا ومالويندا بونس على مدينة سرقسطة التي سيطر عليها القوميون وعلى ضواحيها، أشار إلى 3117 عملية قتل، منها 2578 حدثت سنة 1936.:247 وأضاف أنه بحلول 1938 كانت هناك محاكم عسكرية تصدر أحكام الإعدام بإجراءات موجزة.:247
تم تنفيذ العديد من عمليات الإعدام أثناء الحرب من مقاتلي حزب الفلانخي الفاشي (الكتائب الإسبانية لجمعيات الهجوم الوطني النقابي):175 أو مقاتلي ريجيتا التابعين للكارليين، ولكن بموافقة من الحكومة القومية.:201–02

### تعاون الكنيسة الإسبانية
وافقت الكنيسة الإسبانية على الإرهاب الأبيض وتعاونت مع المتمردين.:88:82–83:306–07:47 وفقًا لأنطوني بيفور:
قال شاهد في زامورا:
(أسقف سمورة سنة 1936 كان مانويل آرس إي أوخوتورينا) ومع ذلك قتل القوميون مالا يقل عن 16 كاهنًا قوميًا من إقليم الباسك (من بينهم رئيس كهنة موندراغون)،:82–83 وسجنوا أو رحلوا مئات آخرين.:677 وقتل العديد من الكهنة الذين حاولوا وقف القتل:251–52 من بينهم كاهن واحد كان ماسوني.
فيما يتعلق بالموقف القاسي للفاتيكان علق مانويل مونتيرو المحاضر في جامعة إقليم الباسك في 6 مايو 2007:

### قمع في الجنوب ثم التوجه نحو مدريد
كان الرعب الأبيض قاسياً جدا في أندلسيا وإكستريمادورا جنوب إسبانيا. فقد قصف المتمردون أحياء الطبقة العاملة في المدن الأندلسية الرئيسية واستولوا عليها في الأيام الأولى من الحرب،:105–07 وقاموا بعد ذلك بإعدام آلاف العمال والمقاتلين من الأحزاب اليسارية: فقتل 4000 في قرطبة؛:12 و5000 في غرناطة؛:107 و3028 في إشبيلية؛:410 وفي ولبة 2000 قتيل و 2500 مختفٍ.:91 وشهدت مالقة بعد أن احتلها القوميون في فبراير 1937 أقسى أنواع القمع، حيث أعدم مامجموعه 17,000 شخص بمحاكمات سريعة. ووقع كارلوس آرياس نابارو الذي كان حينها محامياً شاباً على آلاف أوامر الإعدام في المحاكمات التي أقامها اليمينيون المنتصرون بصفته مدعيًا عامًا، واشتهر باسم «جزار مالقة» (Carnicero de Málaga).:636 ودفن أكثر من 4000 شخص في مقابر جماعية.:194
حتى مدن المناطق الريفية لم تسلم من الرعب مثل لورة في مقاطعة إشبيلية حيث قتل القوميون 300 فلاح انتقاما لاغتيال أحد مالكي الأراضي المحليين.:133 في مقاطعة قرطبة قتل القوميون 995 جمهوريًا في قنطرة شنيل:583: وقتل الكولونيل القومي ساينز دي بورواغا في بيانة حوالي 700 من الموالين للحكومة، على الرغم من أن التقديرات الأخرى تشير إلى ما يصل إلى 2000 ضحية بعد مذبحة بيانة.
وقدر بول بريستون العدد الإجمالي لضحايا القوميين في أندلسيا بـ 55,000.:203

#### الجيش الأفريقي
شكلت القوات الاستعمارية للجيش الإسباني في أفريقيا المكونة من النظاميين المغاربة والفيلق الإسباني بقيادة العقيد خوان ياغوي قوات صدمة مخيفة لجيش فرانكو. وقتلت تلك القوات خلال تقدمها نحو مدريد من إشبيلية عبر أندلسيا وإكستريمادورا العشرات أو المئات في كل بلدة أو مدينة تم احتلالها.:120:431–33 ولكن في مذبحة باداخوز بلغ عدد الجمهوريين القتلى بالآلاف:307:432 علاوة على ذلك اغتصبت القوات الاستعمارية العديد من نساء الطبقة العاملة:207:91–92 ونهبت منازل الجمهوريين.

## مابعد الحرب
عندما زار هاينريش هيملر إسبانيا سنة 1940، بعد عام من انتصار فرانكو ادعى أنه «صُدم» من وحشية القمع الفلانخي. وفي يوليو 1939 أبلغ وزير خارجية إيطاليا الفاشية غالياتسو تشانو عن «إجراء محاكمات سريعة وشبه مختصرة يوميا... لا يزال هناك عدد كبير من عمليات القتل. فبلغ في مدريد وحدها ما بين 200 و 250 عملية قتل يوميا، وفي برشلونة 150، وفي إشبيلية 80».:898

### القوانين القمعية
وفقًا لبيفور فإن إسبانيا أضحت سجنًا مفتوحًا لجميع الذين عارضوا فرانكو.:407 وحتى سنة 1963 فقد حوكم جميع معارضي دولة فرانكو أمام محاكم عسكرية.:134 وأصدرت عدد من القوانين القمعية، ومنها قانون المسؤوليات السياسية في فبراير 1939، وقانون أمن الدولة في 1941 (الذي اعتبر الدعاية غير القانونية أو الإضرابات العمالية تمردًا عسكريًا)، وقانون قمع الماسونية والشيوعية في 2 مارس 1940، وقانون قمع اللصوصية والإرهاب في أبريل 1947 والتي استهدفت ماكيز.:407 علاوة على ذلك أنشأت دولة فرانكو سنة 1940 محكمة القضاء على الماسونية والشيوعية (المحكمة الخاصة لتمثيل الماسونية والشيوعية).:134
تم حظر الأحزاب السياسية والنقابات العمالية باستثناء الحزب الحكومي الكتائب الإسبانية التقليدية والجمعيات الدفاعية النقابية الوطنية (FET de las JONS) ونقابة للتجارة الرسمية المنظمة النقابية الاسبانية. فأصبح المئات من منتسبي وأنصار الأحزاب والنقابات العمالية أنهم غير قانونيين في ظل دولة إسبانيا الفرانكوية، مثل الحزب الاشتراكي العمالي الإسباني PSOE؛ الحزب الشيوعي الإسباني PCE؛ واتحاد العمال العام UGT؛ والاتحاد الوطني للعمل CNT، فتم سجنهم أو إعدامهم.:395–405 وكذلك حظر استخدام اللغات الإقليمية مثل الباسكية والكتالونية،:225 وألغيت قوانين الحكم الذاتي لكاتالونيا والباسك:341. وتمت الرقابة على الصحافة (قانون الصحافة، صدر في أبريل 1938):740 وتم ممارسة الحياة الثقافية بصرامة وأتلفت الكتب الممنوعة.:408

### الإعدام وعمالة السخرة والتجارب الطبية
استمرت عمليات إعدام أعداء الدولة إلى مابعد الحرب الأهلية الإسبانية (قُتل حوالي 50,000 شخص)،:8:405 ومنها الإعدام خارج نطاق القضاء (فرق الموت) لأعضاء الماكيز الأسبانية (العصابات المناهضة للفرانكوية) وأنصارهم؛ في مقاطعة قرطبة قُتل 220 ماكيز و160 من الأنصار.::585 سُجن الآلاف من الرجال والنساء بعد الحرب الأهلية في معسكرات الاعتقال الفرانكوية، تم احتجاز ما يقرب من 367,000 إلى 500,000 سجين في 50 معسكرًا أو سجنًا.:404 فقد احتوت السجون الإسبانية في 1933 أي قبل الحرب على حوالي 12,000 سجين، وفي سنة 1940 بعد عام واحد فقط من انتهاء الحرب، تم احتجاز 280,000 سجين في أكثر من 500 سجن في جميع أنحاء البلاد.:288–91 كان الغرض الرئيسي لمعسكرات الاعتقال الفرانكوية هو أسرى الحرب من الجمهورية الاسبانية المهزومة من الرجال والنساء ممن صنفوا بأنهم غير قابلين للتعديل، فتم إعدامهم.:308
بعد الحرب أرسل الأسرى الجمهوريين للعمل في معسكرات عسكرية عقابية ومفارز جنائية وكتائب عمالية لتأديب الجنود.:309 تم إرسال 90 ألف أسير جمهوري إلى 121 كتيبة عمالية و 8000 إلى ورش عسكرية.:404 وفي 1939 قال تشيانو عن أسرى الحرب الجمهوريين: «إنهم ليسوا أسرى حرب إنهم عبيد حرب».:317 وأجبر آلاف السجناء (15,947 سنة 1943):24–26 على العمل في بناء السدود والطرق السريعة وقناة الوادي الكبير:313 (عمل 10,000 سجين سياسي في بنائها بين 1940 و 1962)،:17 وسجن كارابانشل ووادي الشهداء (عمل 20 ألف سجين سياسي في بنائه):313:131 وفي مناجم الفحم في أستورياس وليون.:405 الاكتظاظ الشديد للسجون (حسب أنطوني بيفور 270.000 سجين توزعوا في السجون بسعة 20,000 لكل سجن)،:405 تسببت الظروف الصحية السيئة ونقص الغذاء بوفاة الآلاف (تم تسجيل 4663 حالة وفاة بين السجناء بين 1939 و1945 في 13 من أصل 50 مقاطعة إسبانية)،:20 من بينهم الشاعر ميجيل إيرنانديث:292 والسياسي جوليان بيستيرو.:319 تشير التحقيقات الجديدة إلى أن العدد الفعلي للسجناء القتلى كان أعلى بكثير، حيث بلغ عدد الوفيات حوالي 15,000 في 1941 (أسوأ سنة).
مثلما اختلف المؤرخون في عدد ضحايا إعدامات القوميون خلال الحرب الأهلية، فقد اختلفوا في عدد ضحايا الإرهاب الأبيض بعد الحرب. فقدر ستانلي باين 30,000 عملية إعدام بعد نهاية الحرب.:110 أما جمعية استعادة الذاكرة التاريخية فقدرت خلال بحثها في الحفريات الموازية للمقابر الجماعية الإسبانية أن إجمالي إعدامات بعد الحرب وصل إلى ما بين 15 ألف و35 ألف. أما خوليان كازانوفا فقد رشح في 2008 من خبراء التحقيق القضائي الأول ضد جرائم الفرانكوية الذين قدروه بـ 50 ألفًا.:8 وقدر المؤرخ جوسيب فونتانا بـ 25 ألف.:22 ووفقًا لغابرييل جاكسون فإن عدد ضحايا الإرهاب الأبيض (الإعدام والجوع أو المرض في السجون) خلال سنوات (1939-1943) كان فقط 200 ألف.:539
وأجرى الطبيب النفسي الفرانكوي أنطونيو فاليجو ناجيرا تجارب طبية على سجناء معسكرات الاعتقال الفرانكووية «لتأسيس الجذور النفسية الحيوية للماركسية».:407:310 وقال إنه من الضروري سحب أبناء النساء الجمهوريات من أمهاتهم. فتم أخذ آلاف الأطفال من أمهاتهم وتسليمهم إلى عائلات فرانكوية (في سنة 1943 بلغ العدد 12,043).:407 كما تم إعدام العديد من الأمهات بعد ذلك.:314:224 «للأمهات اللواتي أنجبن طفلًا معهم - وكان هناك الكثير منهم - كانت أول علامة على أنهم سيُعدمون عندما يختُطف الطفل منهن. وكان الجميع يعلم ما يعنيه ذلك. ولم يتبق لأم أُخذ طفلها الصغير سوى بضع ساعات لتعيش».
وذكر ستانلي باين أن قمع فرانكو لم يخضع لتطرف تراكمي مثل قمع هتلر. ولكن حدث العكس، حيث تم تقليل الاضطهاد الكبير ببطء. 95٪ من أحكام الإعدام في ظل حكم فرانكو حدثت بحلول 1941. خلال الثلاثين شهرًا التالية طالب المدعون العسكريون بـ 939 حكماً بالإعدام، لم يتم الموافقة على معظمها وتم تخفيف أحكام أخرى. في 1 أكتوبر 1939 تم العفو عن جميع الموظفين الجمهوريين السابقين الذين يقضون عقوبة تقل عن ست سنوات. وفي سنة 1940 أنشئت لجان قضائية عسكرية خاصة لفحص الأحكام وتم منحها سلطة تأكيدها أو تقليلها ولكن لا تمددها أبدًا. وفي نفس السنة تم منح حرية مؤقتة لجميع السجناء السياسيين الذين قضوا أقل من ست سنوات، وفي أبريل 1941 أضيف أيضًا لأولئك الذين قضوا أقل من اثني عشر عامًا ثم أربعة عشر عامًا في أكتوبر. تم تمديد الحرية المؤقتة لمن قضى حتى عشرين عامًا في ديسمبر 1943.

### مصير الجمهوريين المنفيين
ومن ناحية أخرى، أجبر مئات الآلاف على الهروب إلى المنفي (470,000 في 1939)، [28]: 283 ومنهم العديد من المثقفين والفنانين الذين دعموا الجمهورية مثل أنطونيو ماتشادو ورامون سندر وخوان خيمينيث ورافائيل ألبرتي ولويس سيرنودا وبيدرو ساليناس ومانويل ألتولاغير إميليو برادوس وماكس أوب وفرانسيسكو أيالا وخورخي غيين وليون فيليبي وأرتور باريا وبابلو كاسالس وخيسوس بال واي جاي ورودولفو هالفتير وجولييان باوتيستا وسلفادور باكاريس وجوزيب لويس سرت ومارغاريتا إكسيرت وماروجا مالو وسانتشث ألبورنوث وأميريكو كاسترو وكلارا كامبوامور وفيكتوريا كينت وبابلو بيكاسو وماريا لويزا ألجارا وأليخاندرو كاسونا وروزا تشائل وماريا ثامبرانو وجوزيب كارنر ومانويل دي فايا وباولينو ماسيب وماريا تيريزا ليون وألفونسو رودريغيز وخوسيه جاوس ولويس بونويل.

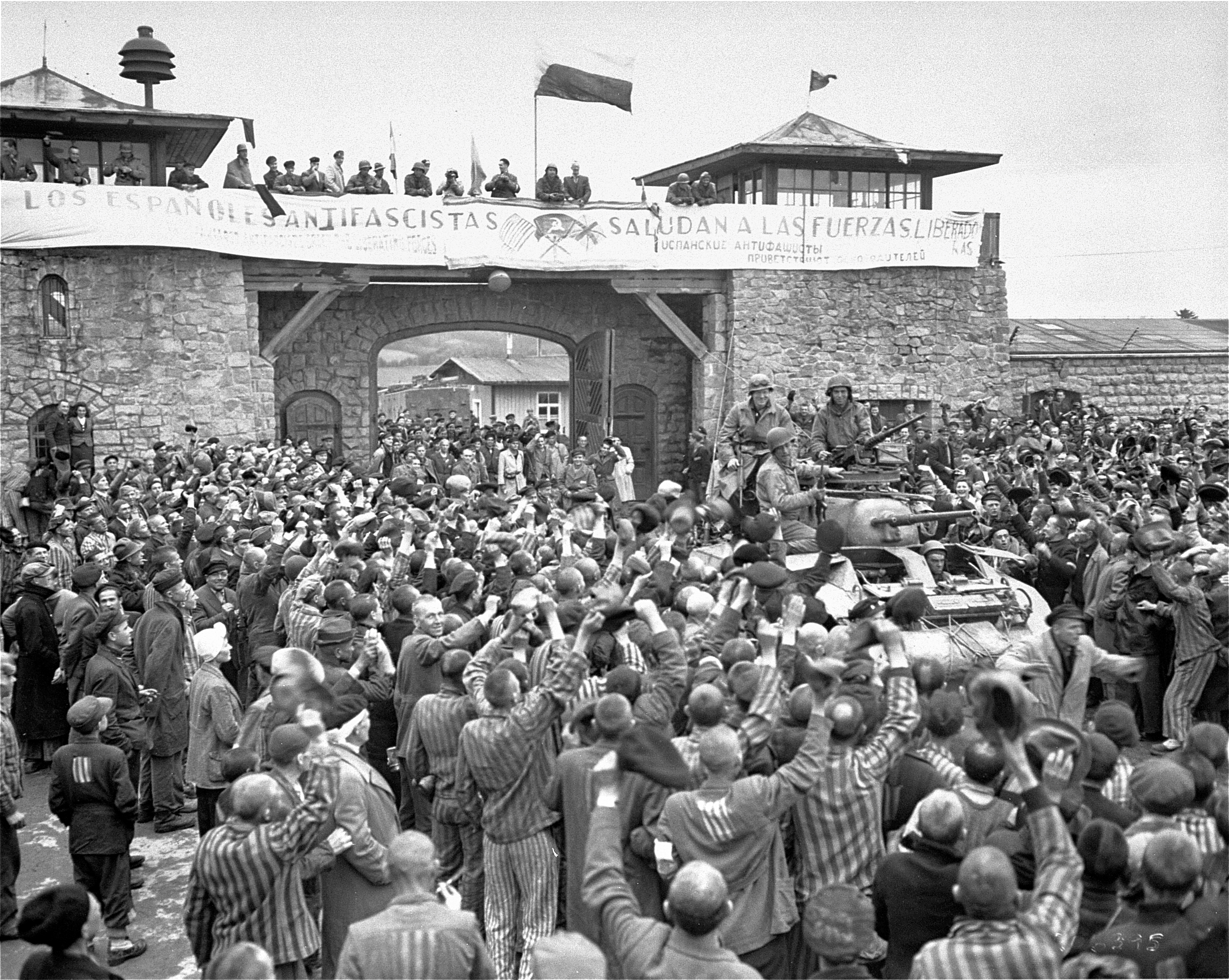
دخول دبابات الفرقة الأمريكية الـ 11 المدرعة إلى معسكر اعتقال ماوتهاوزن؛ ولافتة باللغة الإسبانية تقول:«الإسبان المناهضون للفاشية يحيون قوى التحرير». التقطت الصورة في 6 مايو 1945

عندما احتلت ألمانيا النازية فرنسا، شجع سياسيو فرانكو الألمان على احتجاز وترحيل آلاف اللاجئين الجمهوريين إلى معسكرات الاعتقال.:315 فرحِّل 15,000 جمهوري إسباني إلى معسكرات داخاو وبوخنفالد (ومنهم الكاتب جورج سمبران)،:492 وبيرغن بيلسن وساكسنهاوزن-أورانينبورغ (من بينهم السياسي فرانسيسكو لارجو كاباليرو)،:413 وأوشفيتز وفلوسنبرج وماوتهاوزن (مات 5,000 من 7,200 سجين إسباني في ماوتهاوزن).:419 وقد اعتقل الجيستابو جمهوريين إسبان وسلمهم إلى إسبانيا حيث أعدموا، ومن بينهم لويس كومبنيس (رئيس حكومة خنيراليتات):412 بينما أجبر 15,000 من الإسبان على العمل بناء جدار الأطلسي. وفوق ذلك رحل النازيين 4,000 جمهوري إسباني إلى جزر القنال المحتلة وأجبروا على العمل في بناء التحصينات. وقد نجا 59 فقط.:314–15 وهكذا انضم آلاف اللاجئين الإسبان (10,000 مقاتل في 1944) إلى المقاومة الفرنسية:125 - منهم العقيد كارلوس روميرو خيمينيز - والقوات الفرنسية الحرة.:419

### التطهير والتمييز في العمل
نفذت دولة فرانكو عمليات تطهير واسعة النطاق داخل وظائف الخدمات المدنية. فطُرد آلاف المسؤولين الموالين للجمهورية من الجيش. وفقد آلاف من مدرسي الجامعات والمدارس وظائفهم (ربع مجموع المعلمين الأسبان).:132:408 كانت الأولوية في التوظيف تُمنح دائمًا لمؤيدي القوميين، وكان من الضروري الحصول على شهادة «حسن السلوك» من كهنة الكنيسة أو فلانخي المنطقة:312 علاوة على ذلك شجع الحكم الفرانكوي عشرات آلاف الإسبان للتنديد بجيرانهم وأصدقائهم الجمهوريين.:134–35:408–09:311

### حملة ضد النساء الجمهوريات
كانت النساء الجمهوريات ضحايا القمع الأبيض في إسبانيا مابعد الحرب. حيث عانت آلاف النساء من الإذلال العلني (عرضهن عاريات في الشوارع، وحلقهن وإجبارهن على تناول زيت الخروع حتى يلوثن أنفسهن في الأماكن العامة) ومن التحرش الجنسي والاغتصاب.:413 وفي كثير من الحالات صادرت الحكومة منازل أرامل الجمهوريين بمحتوياتها.:307 وهكذا تم إجبار العديد من النساء الجمهوريات اللائي عشن في فقر مدقع بممارسة الدعارة.:266 وفقًا لبول بريستون:"استفاد رجال فرانكو من زيادة الدعارة بحيث أشبعوا شهواتهم وأكد لهم أن النساء الحمر هن ينبوع من الأوساخ والفساد.:308 وفوق ذلك فقد أعدمت آلاف النساء من بينهن نساء حوامل. قال أحد القضاة: "لا يمكننا الانتظار سبعة أشهر لإعدام امرأة".:308
علاوة على ذلك بموجب تشريع فرانكو فإن المرأة تحتاج إلى إذن زوجها لتولي وظيفة أو فتح حساب مصرفي. واعتبر زنا المرأة جريمة، لكن زنا الزوج لا يعتبر جريمة إلا إذا عاش مع عشيقته.:211

### قانون الزواج والشواذ
تم إبطال قانون الطلاق والزواج الذي أصدر في عهد الجمهورية بأثر رجعي، حيث تم إلغاء حالات الطلاق بأثر رجعي وجعل أطفال الزيجات المدنية غير شرعيين.:134
أما الشواذ جنسياً فقد أرسلوا إلى معسكرات الاعتقال. ثم أعلن عن تعديل في 1954 لـ «قانون الكسالى والمحتالين» لسنة 1933 فعد الشذوذ الجنسي غير قانوني. فتم القبض على حوالي 5,000 شاذ جنسيا خلال الحكم الفرانكوي.

## النتائج
أغلق آخر معسكر اعتقال وكان في ميراندا دي إيبرو سنة 1947.:309 ومع بداية الخمسينيات من القرن الماضي قضت شرطة دولة إسبانيا على ماتبقى من الأحزاب والنقابات العمالية التي اعتبرت غير قانونية، وتوقفت الماكيز الإسبانية عن مقاومتها المنظمة.:388 ولكن بدأت أشكال جديدة من المعارضة مثل الاضطرابات في الجامعات والإضرابات في برشلونة ومدريد والباسك. وشهدت الستينيات بداية الإضرابات العمالية التي قادتها نقابات اللجان العمالية غير الشرعية المرتبطة بالحزب الشيوعي واستمرت الاحتجاجات الجامعية بالازدياد. أخيرًا مع وفاة فرانكو في 1975 بدأ انتقال إسبانيا نحو الديمقراطية وفي 1978 تمت الموافقة على الدستور الإسباني لسنة 1978.
بعد وفاة فرانكو وافقت الحكومة الإسبانية على قانون العفو الإسباني لسنة 1977 (Ley de Amnistia de 1977) الذي منح العفو عن جميع الجرائم السياسية التي ارتكبها أنصار دولة فرانكو (بما في ذلك الإرهاب الأبيض):324 مع معارضة ديمقراطية. ولكن في أكتوبر 2008 سمح القاضي الإسباني بالتاسار جارزون من المحكمة الوطنية الإسبانية لأول مرة بإجراء تحقيق في اختفاء واغتيال 114,000 ضحية من ضحايا دولة فرانكو بين 1936 و 1952. وقد تم إجراء هذا التحقيق على أساس فكرة أن القتل الجماعي يشكل جريمة ضد الإنسانية لا يمكن أن تخضع لأي عفو أو قانون بالتقادم. وبسبب ذلك فقد اتُهم السيد جارزون في مايو 2010 بانتهاك شروط العفو العام وعلقت صلاحياته بانتظار مزيد من التحقيق. وفي سبتمبر 2010 أعاد القضاء الأرجنتيني فتح تحقيق في الجرائم التي ارتكبت خلال الحرب الأهلية الإسبانية وخلال عهد فرانكو. وطلبت كلا من منظمة العفو الدولية ومنظمة حقوق الإنسان ومجلس أوروبا والأمم المتحدة من الحكومة الإسبانية التحقيق في جرائم حكم فرانكو.

## قراءات أخرى
- Gómez Bravo, Gutmaro and Marco, Jorge. La obra del miedo. Violencia y sociedad en España, 1936–1948, Península, Barcelona, 2011 9788499420912
- Lafuente, Isaías, Esclavos por la patria. La explotación de los presos bajo el franquismo, Madrid, Temas de Hoy, 2002.
- Llarch, Joan, Campos de concentración en la España de Franco, Barcelona, Producciones Editoriales, 1978.
- Molinero, C., Sala, M., i Sobrequés, J., Los campos de concentración y el mundo penitenciario en España durante la guerra civil y el franquismo, Barcelona, Crítica, 2003.
- Molinero, C., Sala, M., i Sobrequés, J., Una inmensa prisión, Barcelona, Crítica, 2003.
- Montero Moreno، Antonio (2004). Historia de la persecución religiosa en España, 1936–1939 (ط. 2nd revised). Editorial Católica. ISBN:8479147288. Texto digital de la primera ed., https://archive.org/details/historiadelapers00mont {{استشهاد بكتاب}}: روابط خارجية في |اقتباس= (مساعدة)
- Rodrigo, Javier: Cautivos. Campos de concentración en la España franquista, 1936–1947, Barcelona, Crítica, 2005.